# Oliveira de Frades
Oliveira de Frades – miejscowość w Portugalii, leżąca w dystrykcie Viseu, w regionie Centrum w podregionie Dão-Lafões. Miejscowość jest siedzibą gminy o tej samej nazwie.

## Demografia
| Liczba ludności gminy Oliveira de Frades (1801–2011) | Liczba ludności gminy Oliveira de Frades (1801–2011) | Liczba ludności gminy Oliveira de Frades (1801–2011) | Liczba ludności gminy Oliveira de Frades (1801–2011) | Liczba ludności gminy Oliveira de Frades (1801–2011) | Liczba ludności gminy Oliveira de Frades (1801–2011) | Liczba ludności gminy Oliveira de Frades (1801–2011) | Liczba ludności gminy Oliveira de Frades (1801–2011) | Liczba ludności gminy Oliveira de Frades (1801–2011) | Liczba ludności gminy Oliveira de Frades (1801–2011) |
| ---------------------------------------------------- | ---------------------------------------------------- | ---------------------------------------------------- | ---------------------------------------------------- | ---------------------------------------------------- | ---------------------------------------------------- | ---------------------------------------------------- | ---------------------------------------------------- | ---------------------------------------------------- | ---------------------------------------------------- |
| 1801                                                 | 1849                                                 | 1900                                                 | 1930                                                 | 1960                                                 | 1981                                                 | 1991                                                 | 2001                                                 | 2004                                                 | 2011                                                 |
| 656                                                  | 10 898                                               | 9 168                                                | 10 468                                               | 10 858                                               | 10 391                                               | 10 584                                               | 10 584                                               | 10 597                                               | 10 261                                               |

## Sołectwa
Sołectwa gminy Oliveira de Frades (ludność wg stanu na 2011 r.)
- Arca – 359 osób
- Arcozelo das Maias – 1364 osoby
- Destriz – 347 osób
- Oliveira de Frades – 2882 osoby
- Pinheiro – 1277 osób
- Reigoso – 341 osób
- Ribeiradio – 1011 osób
- São João da Serra – 524 osoby
- São Vicente de Lafões – 756 osób
- Sejães – 200 osób
- Souto de Lafões – 841 osób
- Varzielas – 359 osób